# Prosimulium thornei
Prosimulium thornei är en tvåvingeart som först beskrevs av Meillon 1955.  Prosimulium thornei ingår i släktet Prosimulium och familjen knott. Inga underarter finns listade i Catalogue of Life.